# Simon Bing
Simon Bing (* 1517 in Homberg an der Efze; † 30. November 1581 in Kassel) war ein landgräflich-hessischer Verwaltungsbeamter und Politiker.

## Leben
Bing trat 1534, im Alter von 17 Jahren, als Kanzleischreiber in den Dienst des Landgrafen Philipp I. von Hessen in Kassel. Bereits drei Jahre später wurde er Kammersekretär und blieb dies bis 1552.
Als Landgraf Philipp im Juni 1547 nach Halle reiste, um sich Kaiser Karl V. zu unterwerfen, wurde Simon Bing – zusammen mit dem Kanzler Heinrich Lersner, Rudolf Schenk zu Schweinsberg und Wilhelm von Schachten – Mitglied des Regentschaftsrates, der Philipps jungem Sohn Wilhelm IV. und seiner Mutter Christine von Sachsen (1505–1549) während der 5-jährigen Gefangenschaft Philipps 1547–1552 bei der Verwaltung der Landgrafschaft beistand. Im Herbst 1551 waren Simon Bing und Wilhelm von Schachten als hessische Bevollmächtigte an den Verhandlungen mit dem französischen Gesandten, Bischof Jean V. von Bayonne, und den Vertretern Sachsens, Brandenburgs und Mecklenburgs in Friedewald und im Jagdschloss Lochau beteiligt, die schließlich zum gegen Kaiser Karl gerichteten Vertrag von Chambord der protestantischen Fürstenopposition im Reich mit König Heinrich II. von Frankreich führten. Nach der Rückkehr des Landgrafen Philipp aus der kaiserlichen Gefangenschaft wurde Bing zum Rat in der Kanzlei zu Kassel befördert.
Unter Philipps Sohn und Nachfolger, Landgraf Wilhelm IV. von Hessen-Kassel (1567–1592), war Bing Kammermeister und schließlich von 1574 bis 1580 Kommandant der Festung Ziegenhain.
Bings loyale und fähige Dienste wurden offensichtlich angemessen belohnt. Am 1. Mai 1564 war es ihm möglich, das so genannte „Haus Werbe“ – das säkularisierte ehemalige Kloster Ober-Werbe bei Waldeck – mit allem Zubehör pfandweise zu erstehen; genau fünf Jahre später trat er es nach Einlösung des Pfands an den Grafen Heinrich IX. von Waldeck-Wildungen ab. Im Jahre 1576 erhielt Bing das Dorf Datterode (heute Ortsteil der Gemeinde Ringgau) im Kreis Eschwege nach dem Tode des bisherigen Lehenshalters Werner von Trott zu Solz als Mannlehen; er hielt es bis zu seinem Tod.
Simon Bing starb am 30. November 1581. Sein Grabdenkmal befindet sich in der Brüderkirche in Kassel.